# Elegías de Chu

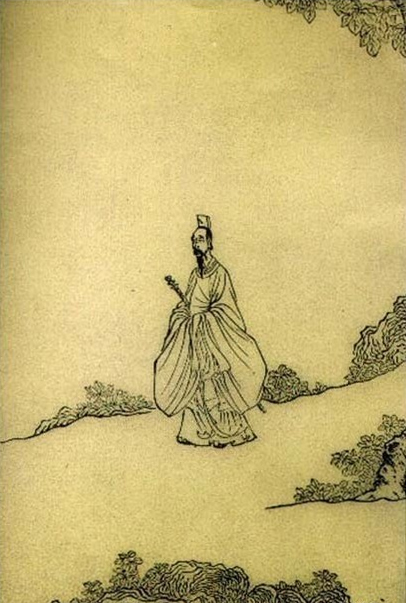
Qu Yuan Sang caminando por Chen Hongshou, 1616.

Las Elegías de Chu (chino tradicional: 楚辭, chino simplificado: 楚辞, pinyin Chǔcí), también conocidas como Canciones del Sur o Canciones de Chu, son una antología de poemas chinos atribuidos a Qu Yuan y Song Yu, del periodo de los reinos combatientes, así como a otros imitadores posteriores de su estilo poético. Constan de 58 poemas cortos y seis largos, y constituyen la segunda recopilación más antigua de la poética china.